# Missioners dels Sagrats Cors de Jesús i Maria
Els Missioners dels Sagrats Cors de Jesús i Maria o Missioners dels Sagrats Cors de Randa, en llatí Congregatio Missionariorum Sacrorum Cordium Iesu et Mariae, són una congregació clerical fundada per Joaquim Rosselló a Randa, Algaida el 1890. Els seus membres posposen al seu nom les sigles M.SS.CC.
No s'han de confondre amb els Missioners dels Sagrats Cors de Jesús i Maria (Nàpols), fundats en 1833 per Gaetano Errico a Nàpols, ni amb les Missioneres dels Sagrats Cors de Jesús i Maria, congregació femenina fundada a Mallorca en 1891, però sense vinculació amb aquesta.

## Història
La congregació fou fundada pel prevere Joaquim Rosselló i Ferrà, retirat a fer vida contemplativa a l'ermita de Sant Honorat de Randa (Algaida, Mallorca). La seva estada va atreure altres preveres, que convertiren l'ermita en una casa d'exercicis espirituals i hi formaren una comunitat de sacerdots. El bisbe de Mallorca, Jacint Maria Cervera, els suggerí de crear a partir d'ella una congregació. El 17 d'agost de 1890, es fundà la congregació clerical dels Missioners dels Sagrats Cors de Jesús i Maria, amb regla redactada per Rosselló, que fou aprovada el 19 de març de 1891.
En 1891, la seu de la congregació s'ubicà al Santuari de Lluc, on Rosselló n'era el prior. En 1906, Joaquim Rosselló instal·là la seu de la congregació en l'antic monestir de Santa Maria de la Real, llavors abandonat. Des del 1915 han organitzat el noviciat a l'ermita de sant Honorat. L'institut va rebre l'aprovació provisional el 6 de maig de 1932 i la definitiva el 24 de gener de 1949.
Quan mor el fundador en 1909, hi havia quatre cases de la congregació, totes a Mallorca. En 1920 se'n funda la de Sóller i en 1924, la primera fora de l'illa, a Roma, residència per als estudiants i el procurador de la congregació. En 1928 es funda la casa de Vallcarca (Barcelona). En 1936, durant els disturbis de la Guerra civil espanyola són assassinats tres preveres i dos germans coadjutors de la congregació.
També en 1936 comença l'obra de l'escola i seminari menor d'Artajona (Navarra), al nord d'Espanya. Una edificación de grandes dimensiones. En sus mejores tiempos albergó muchas vocaciones. A Madrid, la congregación administra el col·legi Obispo Perelló, i a València, el col·legi Sant Pere Pasqual. En 1941 es fa càrrec del Seminario Diocesano de Río IV (Argentina), del que depenen una parròquia i una casa d'inserció a Buenos Aires i un centre missioner a Valcheta (Patagònia).
En 1954, la congregació arriba a la República Dominicana, assumint diverses parròquies i cases d'espiritualitat. El 1957 es funda a Cuba, però la Revolució cubana n'impideix el desenvolupament i en 1960 van a Puerto Rico. En 1968 es fa la primera fundació africana, a Ruanda i, després, al Camerun.
El 2005, la congregació va rebre el Premi Josep Maria Llompart atorgat per l'OCB pel compromís constant amb el patrimoni i amb la cultura mallorquines des de la perseverança i, en especial, la defensa del Monestir de la Real i el seu entorn.

## Activitat i difusió
Els religiosos Missioners dels Sagrats Cors de Randa es dediquen a l'educació cristiana dels joves, al ministeri parroquial la predicació i apostolat popular i a l'organització de retirs espirituals. A més dels tres vots habituals, hi afegeixen un quart vot, avui convertint en "espacial propòsit": la difusió de la devoció als Sagrats Cors de Jesús i Maria.
Són presents a l'Argentina, República Dominicana, Itàlia, Puerto Rico, Ruanda i España, amb seu general a Madrid. Al final de 2005 tenien 27 cases i 131 religiosos, 94 d'ells sacerdots.